# Lamprologus werneri
Lamprologus werneri Cíclido de Werner es una especie de peces de la familia Cichlidae en el orden de los Perciformes.

## Morfología
Los machos pueden llegar alcanzar los 12,3 cm de longitud total.
Los sexos se distinguen mejor por la forma de la aleta dorsal, que es más alargada en los machos. Lamprologus werneri puede cambiar de coloración de forma espectacular y a menudo se puede creer que se observan especies diferentes en lugar de una sola.

## Distribución geográfica
La mayoría piensan en los cíclidos del lago Tanganyika cuando escuchan el nombre genérico Lamprologus. Pero también existen algunas especies de Lamprologus que viven en ríos.  Se encuentran en África: río Congo (cerca de Kinshasa ).

## Mantenimiento
El mantenimiento de estos peces en acuarios es comparable al de los conocidos cíclidos jorobados Steatocranus. Al igual que estos, los L. werneri son peces que aman la corriente y que viven en cuevas en el fondo. Es muy importante que haya una corriente fuerte en el acuario, ya que en aguas tranquilas los peces se comportan de forma muy agresiva entre sí, lo que no ocurre en aguas con corrientes fuertes.

## Etimología
Lamprologus: significa “el que lleva brillo”; se refiere a los puntos brillantes en cada escama
Werneri: En honor a Arthur Werner que ayudó a recolectar los holotipos de estas especies. 